# Sapajus
Sapajus (лат.) — род приматов семейства Капуциновые. Ранее все капуцины помещались в род Cebus, однако в 2012 году был предложен новый род Sapajus, в который было предложено поместить виды из группы Cebus apella. Виды из группы Cebus capucinus было предложено оставить в составе рода Cebus.

## Классификация
Список видов и подвидов даётся согласно Groves et al. (2001, 2005). Русские названия согласно АИ:
- Капуцин-фавн (Sapajus apella) с шестью подвидами:
  - Sapajus apella apella
  - Sapajus apella fatuellus
  - Sapajus apella margaritae
  - Sapajus apella peruanus
  - Sapajus apella tocantinus
- Sapajus flavius
- Чернополосый капуцин (Sapajus libidinosus) с четырьмя подвидами:
  - Sapajus libidinosus libidinosus
  - Sapajus libidinosus pallidus
  - Sapajus libidinosus juruanus
- Бурый капуцин (Sapajus nigritus) с тремя подвидами:
  - Sapajus nigritus nigritus
  - Sapajus nigritus cucullatus
- Желтобрюхий капуцин (Sapajus xanthosternos)
- Sapajus cay
- Sapajus macrocephalus
- Sapajus robustus

Sapajus flavius был заново обнаружен лишь в 2006 году. Видовая классификация внутри рода является дискуссионной. К примеру, Silva (2001) предложил несколько другую классификацию, в которой, в частности, Sapajus libidinosus paraguayanus является отдельным видом, Sapajus cay.

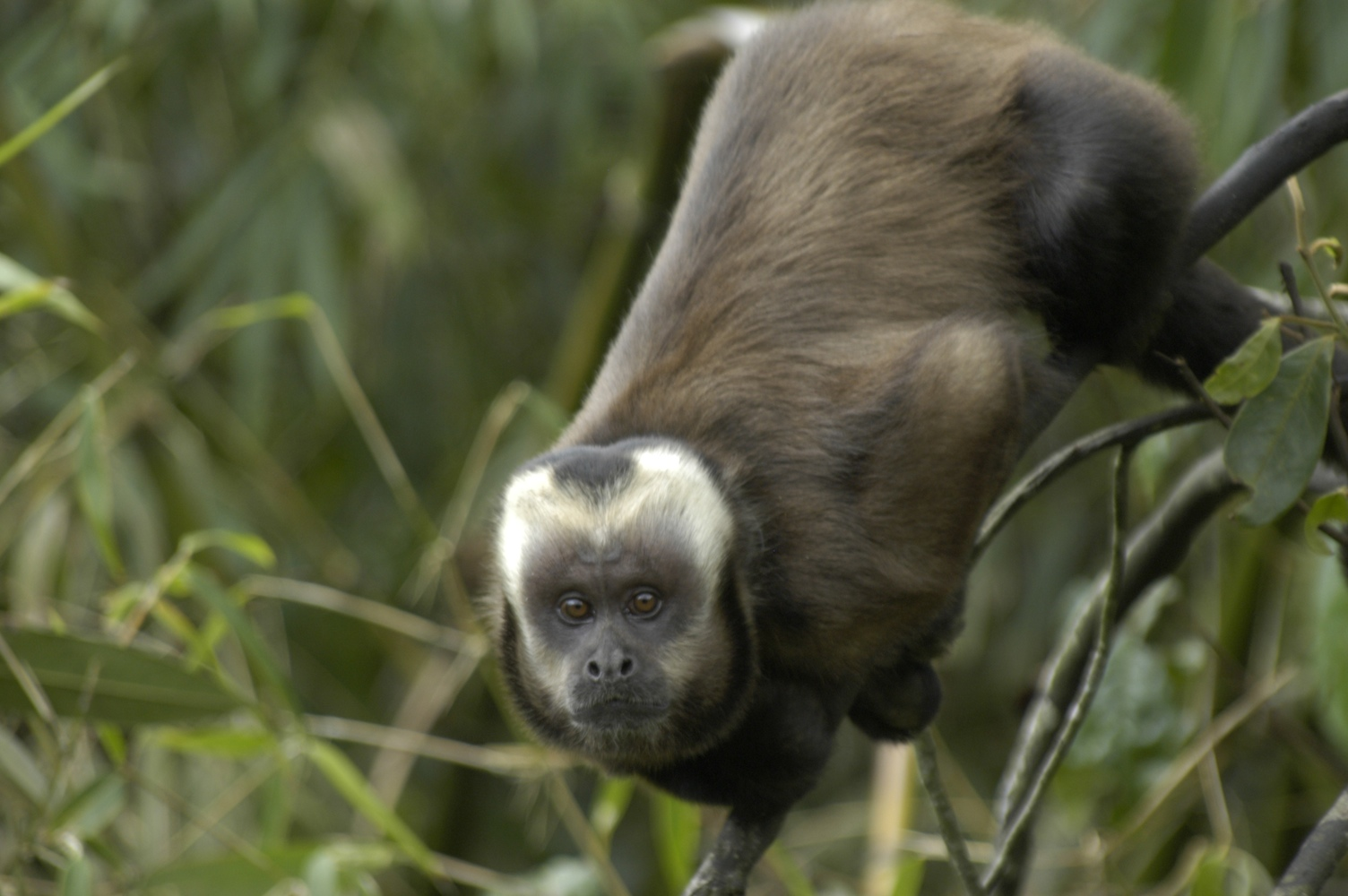
Sapajus apella macrocephalus

В 1949 и 1960 году были предприняты попытки обобщения классификации капуцинов. Эти классификации включали всех хохлатых капуцинов в единственный род, Cebus apella, остальные капуцины были разбиты на три вида. Со временем из Cebus apella было выделено ещё два вида. В 2001 году были опубликованы результаты генетических исследований, согласно которым хохлатые и остальные капуцины были разнесены по отдельным подродам в составе рода Cebus, тогда же было предложено название Sapajus для подрода хохлатых капуцинов. Дальнейшие морфологические и генетические исследования позволили поднять Sapajus до ранга рода в 2012 году.

## Эволюция
Генетические исследования показали, что роды Sapajus и Cebus разошлись около 6,2 млн лет назад. Это примерно то же время, когда жил последний общий предок человека и шимпанзе. С саймири эволюционные пути разошлись около 13 млн лет назад. Возможно это было связано с образованием реки Амазонка, разделившей ареалы родов Sapajus и Cebus. После разделения ареалы двух родов снова пересеклись с продвижением Sapajus на север.

## Описание
Представители рода отличаются от других капуцинов рядом морфологических и поведенческих черт. У них короче конечность по отношению к остальному телу, отличается форма черепа, особенно у самцов. В частности, отличается форма хоан и нижней челюсти. Клыки также отличаются: у Sapajus они короче и мощнее, чем у Cebus. У самцов Sapajus имеется сагиттальный гребень, тогда как у самцов Cebus его нет. Многие из этих отличий связаны с рационом Sapajus, в котором значительную часть составляют твёрдые орехи и плоды пальм.

## Использование орудий
Представители рода могут использовать каменные орудия. Обычно эти орудия представляют собой камни, которыми обезьяны разбивают скорлупу твёрдых орехов, семян растений и даже раковины моллюсков. Также камни используются для «копания». Капуцины используют ядовитые выделения некоторых членистоногих в качестве природного инсектицида, натирая ими свою шёрстку.